# Cornelis de Wael

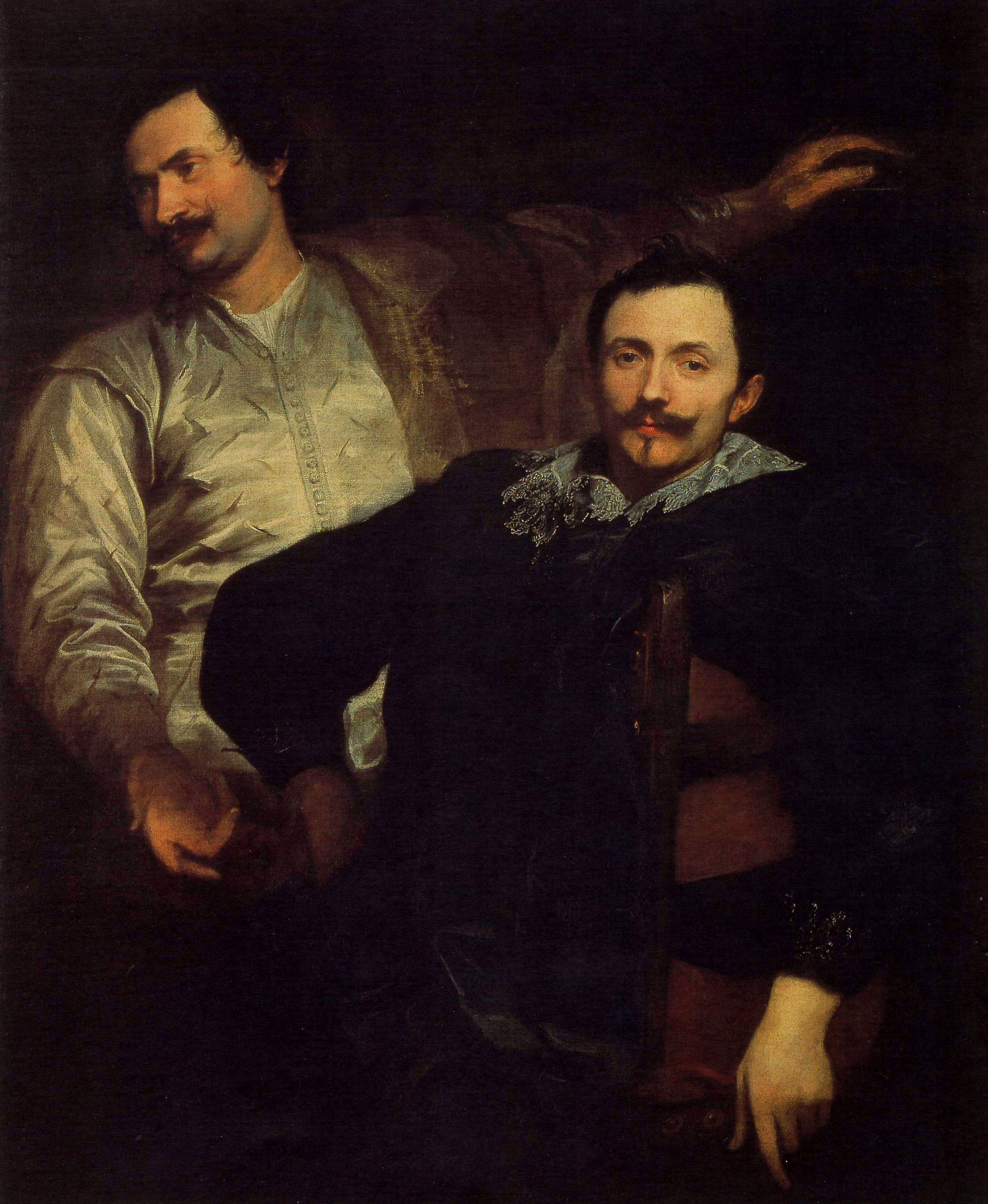
Anton van Dyck, Los pintores Lucas y Cornelis de Wael, 1627, óleo sobre lienzo, 120 x 101 cm, Roma, Musei Capitolini.

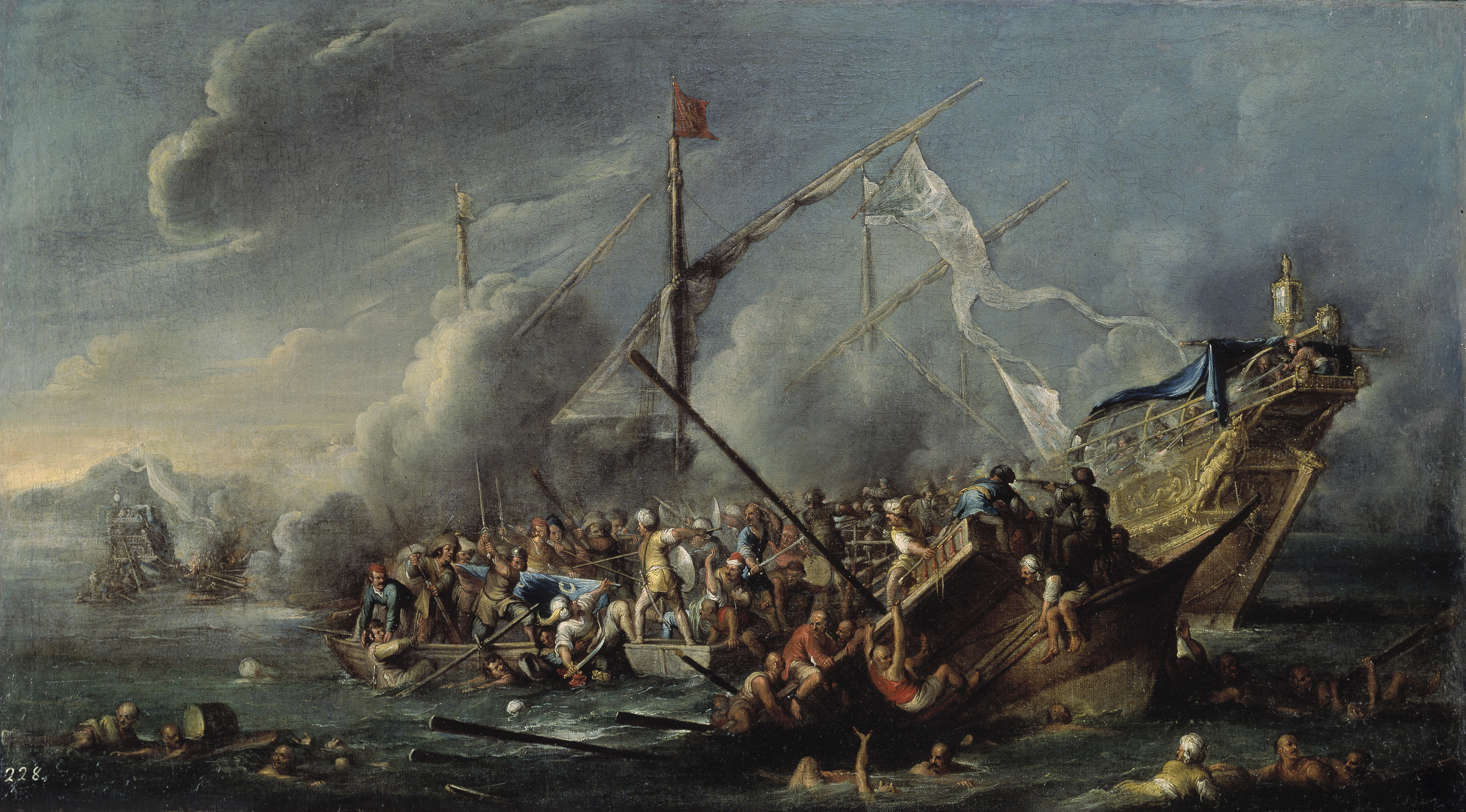
Combate naval entre españoles y turcos, óleo sobre lienzo, 62 x 110 cm, Madrid, Museo del Prado.

Cornelis de Wael (Amberes, 1592-Roma, 1667) fue un marchante y coleccionista de arte, grabador y pintor barroco flamenco.
Hijo de Jan de Wael y de Gertrude de Jode, hija de Gerard de Jode, y hermano menor de Lucas de Wael, fue bautizado en la iglesia de San Andrés de Amberes el 7 de septiembre de 1592. Con apenas veintiún años se trasladó con su hermano Lucas a Génova, donde ejerció como comerciante y coleccionista de arte y como pintor, además de ofrecer su hospitalidad a otros pintores flamencos en viaje por Italia. Entre ellos, recibieron a Anton van Dyck, que retrató a los hermanos juntos en un lienzo del que luego abrió un grabado Václav Hollar y cuyo itinerario por Italia se conoce con detalle gracias a la correspondencia de Cornelis de Wael. En 1627 ingresó en el gremio de San Lucas de Roma, a donde viajaba con frecuencia y donde, en contacto con los bentvueghels, se instaló definitivamente hacia 1656.
Aunque encasillado en ocasiones como pintor de batallas al modo de Sebastian Vranckx y Pieter Meulener, de lo que son testimonio sus numerosos dibujos y el Sitio de Ostende del Museo del Prado, con un horizonte muy elevado y una visión panorámica casi topográfica del terreno, lo cierto es que Waeel cultivó los más variados géneros. Cercano a los bamboccianti, pintó escenas campesinas y paisajes poblados siempre por un elevado número de figuras componiendo escenas de género o religiosas, como la serie de las Obras de misericordia, de la que algún ejemplar se conserva en el Palazzo Bianco de Génova, o el Paso del mar Rojo (Viena, Kunsthistorisches Museum), además de marinas y escenas de puerto con batallas navales, en las que se enfrentan cristianos y turcos, género del que el Museo del Prado conserva cuatro ejemplares de acusado barroquismo y un claro predominio de las diagonales, procedentes todos ellos de la colección real española que, según Arnold Houbraken, se habría contado entre los patronos del pintor, que en 1610 habría residido en Madrid y trabajado para Felipe III.